# Barkby Thorpe
 (octobre 2023).
Pour les articles homonymes, voir Barkby et Thorpe.
Barkby Thorpe est une paroisse civile et un hameau du Leicestershire, en Angleterre.